# Ermitatge de Cardó
L'Ermitatge de Cardó és un conjunt de catorze ermites que envolta l'antic monestir de Sant Hilarió de Cardó, al municipi de Benifallet (Baix Ebre). Cada ermita forma part de manera independent de l'Inventari del Patrimoni Arquitectònic de Catalunya i es troba protegida com a bé cultural d'interès local.
L'estat d'abandonament ha fet que l'estat de conservació amenaci ruïna en la majoria de les 14 ermites, tot i així, una ruta excursionista d'uns 10 quilometres de distancia, permet visitar totes aquestes ermites.

## Història
La construcció d'ermites disperses per la vall de Cardó va respondre, com l'edificació del monestir de Sant Hilarió, a la necessitat per part dels monjos de l'Orde del Carmelites descalços, de posseir alguns llocs apartats on aquells monjos que volguessin es poguessin allunyar-se de la vida mundana per a dedicar-se a la vida eremítica. Raó per la qual, es van començar a construir aquestes petites ermites on retirar-se per viure aquesta vida eremítica que tant desitjaven, seguint la tradició d'altres deserts carmelites.
Les 14 ermites es van començar a construir uns anys després que es construir el monestir al 1606. Entre 1611 i 1626 es van edificar 11 ermites, que un segle després es convertirien en 14. La primera ermita que es va construir va ser la de Sant Bernat (1611), posteriorment s'edificà la de Sant Josep, fundada també a l'any 1611, un any més tard, al 1612 es construïren la de Sant Simeó o de la Columna, la de l'Àngel i de Santa Teresa. I entre els anys 1613 i 1622, es van construir les de Sant Jeroni (1613), del Carme (1613), de Santa Anna (1614), de Sant Onofre (1616), de Sant Joan Baptista (1616) i la de Santa Agnès (1622). Les últimes que es van construir van ser les ermites de Sant Elies, de la Santíssima Trinitat i de Sant Roc.
La construcció i manteniment de cada ermita eren sufragats per personatges adinerats de l’època. A canvi, l’ermità pregava diàriament per la salvació de l’ànima del benefactor de la seva ermita.
Arran de les bullangues de 1835, enfront del perill que comportava, tot i que el monestir no es va veure amenaçat, es va decidir l'exclaustració de la comunitat monàstica. Posteriorment, l'any 1836, va patir la desamortització dels seus béns, quedant el convent i les ermites abandonades i posteriorment saquejades. Uns anys després, el 5 de juny de 1866, l'espai obrí al públic com a balneari, amb el nom de Balneari de Cardó, que funcionà fins al 1967.

## Descripció
L'estructura de les 14 ermites era molt similar, la majoria tenien una altura d'uns 3 o 4 metres, una longitud d'entre 6 i 7 metres i estaven distribuïdes en quatre sales: un pòrtic, un oratori, una cel·la, així com una petita cuina. Les ermites eren ubicades en indrets amb un cert encant dins de la vall i disposaven d'un hort, un jardinet i també d'una font d’aigua a prop.
Segons Carme Narváez (2015) diu que existien quatre tipologies: les destinades a habitatges, les que tan sols eren un petit oratori on els frares practicaven puntualment les seves pregaries en solitari, les ermites porteria que ocasionalment eren obertes als feligresos de les localitats veïnes, i finalment les ermites basíliques, situades com a prolongació de les esglésies conventuals del desert, amb altar interior i amb un nínxol que encabia la imatge del sant. Les més comunes eren les destinades a habitatge, les quals estaven pensades per ser la residencia i oratori d'un sol ermità.

## Les ermites

### Ermita de Sant Bernat
L'Ermita de Sant Bernat és una obra del municipi de Benifallet (Baix Ebre) inclosa en l'Inventari del Patrimoni Arquitectònic de Catalunya i que es troba protegida com a bé cultural d'interès local. Ermita construïda al 1611 i destruïda ja des d'antic. Com que les altres tretze s'assemblen força, li suposem una planta rectangular de reduïdes dimensions amb carreus irregulars lligats amb morter.
Aquesta ermita era considerada la porta d'entrada al Desert de Cardo per a tots aquells que arribaven pel camí de Tivenys i de Tortosa pel Coll de Sant Bernat, avui conegut com a Coll de Murtero, antiga ruta que seguien els monjos per anar a missa tots els diumenges a la seu episcopal de Tortosa.
Segons assenyala Beguer al seu llibre "El valle de Cardó", l'ermita de Sant Bernat va ser la primera que es va construir i també la primera de ser abandona desprès que patís un incendi possiblement provocat i s'esfondrés. L’Ermita mai es va reconstruir i arran d'aquest incendi, és coneguda en l'actualitat amb el nom de l'ermita cremada.

### Ermita de Sant Josep
L'Ermita de Sant Josep és una obra del municipi de Benifallet (Baix Ebre) inclosa en l'Inventari del Patrimoni Arquitectònic de Catalunya i que es troba protegida com a bé cultural d'interès local. És una ermita de planta rectangular amb teulada a doble vessant i espadanya. Construcció feta amb pedra i morter. Com les altres de la zona, és de reduïdes dimensions.
Va ser encarregada per D. José Dalmau, fundador dels convents de l'Ordre del Carme de Barcelona i Gràcia, donant 600 ducats. Es consagrà el 17 de març de 1611 en un indret relativament pla, fresc i tranquil, a tan sols 600 metres del monestir. La duquessa de Feria, anys més tard, també realitzar l’aportació de 2.600 ducats, a canvi que el seu ermità pregués permanentment per la salvació de la seva ànima.
Va ser abandonada, com les altres, l'any 1835, durant l'apropiació dels béns de l'església promoguda per Mendizábal.
L'ermita va ser anomenada "el verger" per l'aigua abundant i per la verdor que l'envoltava. Les seves aigües eren considerades l'any 1891 com les més riques en minerals.

### Ermita de Sant Àngel
L'Ermita de Sant Àngel és una obra del municipi de Benifallet (Baix Ebre) inclosa en l'Inventari del Patrimoni Arquitectònic de Catalunya i que es troba protegida com a bé cultural d'interès local. Segons l'autor Beguer i Pinyol (p. 91), aquesta ermita era considerada com la porteria del Desert de Cardo per a tots aquells que arribaven pel camí de Rasquera, tot creuant el Portell de La Creu de Cosp, i a més de l'ermita tenia un porxo cobert amb dues arcades on s'ubicaven les portes, i entre elles, al llarg, unes parets laterals on hi ha dotze nínxols, sis a cada costat, que devien tenir imatges de sants i santes, actualment inexistents, així com un gran finestral que servia per controlar el pas dels vianants. Devia ser de planta rectangular, reduïdes dimensions, teulada a doble vessant i espadanya. La teulada està totalment ensorrada i les parets en molt mal estat. Encara resten les muralles de la portalada nord, les quals tancaven l'accés als vianants no desitjats i obligava a tots aquells que volien entrar, a trucar a la porta.
L'ermita de l'Àngel o de l’Àngel Custodi va ser fundada per la pròpia comunitat i consagrada el dia 19 de març de l'any 1612. La duquessa de Feria, anys més tard, realitzar una aportació de 2.600 ducats, a canvi que el seu ermità pregués permanentment per la salvació de la seva ànima.
Quan es produí l'exclaustració dels monjos, l'any 1835, va ser abandonada. Durant els anys que el monestir funcionà com a balneari, les aigües de la seva font van ser aprofitades, suposem que igual que l'ermita.

### Ermita de Sant Simeó de Benifallet
L'Ermita de Sant Simeó de Benifallet és una ermita de Benifallet (Baix Ebre) inclosa en l'Inventari del Patrimoni Arquitectònic de Catalunya i que es troba protegida com a bé cultural d'interès local i que es troba protegida com a bé cultural d'interès local.
L'ermita és emplaçada sobre un penyal (d'aquí el nom d'ermita de la Columna), a la que es pot accedir gràcies a unes escales que s'obren per un dels costats de la roca. La seva planta és rectangular, de reduïdes dimensions. Té planta baixa i primer pis, on es trobaven la cel·la i l'oratori. La teulada és de doble vessant i espadanya, que actualment es troba totalment enfonsada.
Aquesta es consagrà el 14 de juliol del 1612 i fos posada sota l’advocació de Sant Simeó Estilista, un asceta del segle V que va passar part de la seva vida dalt d'una columna
Com les altres ermites de la zona, va restar abandonada des de l'exclaustració dels monjos l'any 1835 fins a l'any 1866, en què es va obrir al públic com a balneari, moment en què va refer-se l'edifici per aprofitar les seves aigües.

### Ermita de Santa Teresa
L'Ermita de Santa Teresa, una bella ermita que domina el conjunt del balneari des d'un turó, és una obra del municipi de Benifallet (Baix Ebre) inclosa en l'Inventari del Patrimoni Arquitectònic de Catalunya i que es troba protegida com a bé cultural d'interès local.
Beguer i Pinyol ens diu al seu llibre que la que avui dia es coneix com a Ermita de Santa Teresa no és aquella aixecada l'any 1612, que no tenia font pròpia, sinó una edificació posterior. De planta rectangular i reduïdes dimensions, té dos pisos i està construïda amb carreus irregulars lligats amb morter, i teulada a doble vessant. L'entrada està emplaçada a una de les parets de major longitud. Encara hi ha restes d'una petita espadanya.
L'any 1835 s'abandonà, igual que les altres ermites i el monestir, en entrar en funcionament la llei de desamortització de Mendizábal. Així mateix, com les altres, va tornar a ser aprofitada al convertir-se en balneari (1866-1967).

### Ermita de Sant Jeroni
L'Ermita de Sant Jeroni és una obra del municipi de Benifallet (Baix Ebre) inclosa en l'Inventari del Patrimoni Arquitectònic de Catalunya i que es troba protegida com a bé cultural d'interès local. Encara que enfonsada, es pot apreciar la seva estructura: planta rectangular de petita dimensió i espadanya central, emplaçada a una de les parets estretes. La teulada devia ser com la de les altres ermites, de doble vessant. Aixecada amb carreus de pedra de dimensions diverses, morter i maons.
Es construí l'any 1613 i es consagrà el 17 de maig del mateix any, per desig de D. Jerónimo Ferrer, racioner de la catedral de Tortosa, que volia dedicar una ermita al seu patró, Sant Jeroni. Va ser abandonada, com les altres, l'any 1835, durant l'apropiació dels béns de l'església promoguda per Mendizábal.
Suposem que després, mentre va funcionar el balneari, aquesta ermita va ser aprofitada de nou.

### Ermita de la Mare de Déu del Carme
L'Ermita de la Mare de Déu del Carme és una obra del municipi de Benifallet (Baix Ebre) inclosa en l'Inventari del Patrimoni Arquitectònic de Catalunya i que es troba protegida com a bé cultural d'interès local. És una ermita de planta rectangular de reduïdes dimensions, d'un sol pis i emplaçada per sota del balneari, és un espectacular balcó sobre el Cingle de Sallent. Com les altres ermites disperses per la vall de Cardó, està construïda amb carreus units amb morter i teulada a doble vessant. L'espadanya es troba en una de les parets laterals.
S'edificà per la pròpia comunitat monàstica, qui la tenien com una de les ermites predilectes, per sota del monestir, a tocar del Salt del Frare, un salt d’aigua que recull l’aigua dels quatre barrancs de l’amfiteatre de Cardó. La primera missa es realitzà el 16 de setembre de 1613. Va patir l'abandonament durant l'aplicació de la llei de desamortització de Mendizábal, l'any 1835. Durant l’època que funcionà el balneari, l’ermita va ser reconvertida per altres usos del propi balneari. Actualment està abandonada i no efectua les seves funcions religioses.

### Ermita de Santa Anna
L'Ermita de Santa Anna és una obra del municipi de Benifallet (Baix Ebre) inclosa en l'Inventari del Patrimoni Arquitectònic de Catalunya i que es troba protegida com a bé cultural d'interès local. És una ermita de reduïdes dimensions, d'un sol pis i planta rectangular, construïda amb carreus de pedra de mides irregulars lligats amb morter. L'espadanya es troba en el vèrtex que forma la teulada de doble vessant. La seva conservació és bastant bona, malgrat el lògic deteriorament degut al desús.
Va ser construïda per la pròpia comunitat monàstica l'any 1614 i inaugurada el 14 de març del mateix any. S'abandonà el 1835 per la llei de desamortització. Des de la seva ubicació, dominà les terres de conreu del Monestir.
L'any 1877, D. Salvador Cabestany Garol va comprar les terres de la vall a l'Estat i cap a l'any 1885 es van crear cinc masos que produïen per al balneari. alguns abans havien estat ermites. Pot ser que aquest sigui el cas de Santa Anna, per això la seva distribució interna és diferent a la primitiva. Segons indica Beguer i Pinyol (p 151), les altres van restar sense teulada.
L'ermita de Santa Anna és una de les més ben situades del monestir i una de les més ben conservades.

### Sant Onofre de l'Agulla
Sant Onofre de l'Agulla és una ermita de Benifallet (Baix Ebre) inclosa en l'Inventari del Patrimoni Arquitectònic de Catalunya i que es troba protegida com a bé cultural d'interès local. Aquesta ermita està aixecada sobre un penyal alt i estret, raó per la qual també se la coneixia pel nom de "l'agulla", amb excepcionals panoràmiques sobre la Vall de Cardó. Com totes les altres, devia tenir planta rectangular, com demostren les quatre parets que es conserven, de reduïdes dimensions i carreus lligats amb morter, així com un hortet al seu exterior regat per les aigües de la font de l’Argilagar. Dins hi tenia una capelleta i la cel·la. També es conserva, encara que molt degradada, l'espadanya situada sobre la façana de l'edifici.
Va ser aixecada gràcies a l’aportació de Jerónimo Ferrer, racioner de la catedral de Tortosa, que a més va fer la seva consagració el dia de la Santíssima Trinitat, l'any 1616. Abandonada pels monjos l'any 1835 per la desamortització de Mendizábal, probablement es va tornar a utilitzar al posar-se en marxa el balneari.

### Ermita de Sant Joan Baptista
L'Ermita de Sant Joan Baptista és una obra del municipi de Benifallet (Baix Ebre) inclosa en l'Inventari del Patrimoni Arquitectònic de Catalunya i que es troba protegida com a bé cultural d'interès local. És una ermita sense coberta. Podem afirmar que era de doble vessant perquè es conserva l'espadanya central sobre la façana amb indicis de la forma de la coberta. La planta és rectangular, de petites dimensions. els murs s'aixequen amb carreus de pedra de mides variables lligats amb morter. Tenia un sol pis.
Aixecada gràcies a l’aportació de per la senyora Agraïda de Pinós l'any 1616 i dedicada el 29 d'agost d'aquell any, el seu emplaçament, la segona que es trobava arribant pel camí de Tortosa, va tenir el paper de porta d'entrada al monestir, un cop es destruís l’ermita de Sant Bernat. Regada per tres dolls d’aigua, era famosa per la seva frescor. S'abandonada, com totes les altres, l'any 1835, suposem la seva reutilització quan la vall es transformà en balneari.

### Ermita de Santa Agnès
L'Ermita de Santa Agnès és una obra del municipi de Benifallet (Baix Ebre) inclosa en l'Inventari del Patrimoni Arquitectònic de Catalunya i que es troba protegida com a bé cultural d'interès local. És una ermita de planta rectangular i reduïdes dimensions, d'una sola planta, teulada de dues aigües i espadanya a un dels costats. Les parets estan fetes amb carreus irregulars lligats amb morter. Altres materials emprats són maons i fusta.
Consagrada l'any 1622, al mig del barranc de Sant Roc, amb el finançament del provincial fra Gabriel de la Santíssima Trinitat, qui també va fer donació d’un quadre per a la capella, gaudia d’un aigua molt apreciada, així com d’unes magnífiques vistes. S'abandonà durant la desamortització del 1835. suposem el seu reaprofitament quan la vall va ser utilitzada com a balneari, a partir de l'any 1866.

### Ermita de Sant Elies
LErmita de Sant Elies, també coneguda com Ermita de Santa Maria de Borboll, és una obra del municipi de Benifallet (Baix Ebre) inclosa en l'Inventari del Patrimoni Arquitectònic de Catalunya i que es troba protegida com a bé cultural d'interès local. És una ermita de dos pisos: planta baixa, amb antic oratori, sagristia, vestíbul i unes escales que porten al primer pis on es trobava la cel·la, la cuina i altres habitacions. La seva planta és rectangular, és de reduïdes dimensions i està construïda amb carreus de pedra lligats amb morter. Té una teulada de doble vessant i espadanya lateral sobre la façana. Mentre el desert va servir de balneari, aquesta ermita va funcionar com a pavelló d'inhalacions i polvoritzacions. Es conserva en molt bon estat.
Aquesta ermita, s'edificà amb la finalitat de proveir d'un lloc més confortable i més ampli als personatges importants de l'Ordre dels Carmelites descalços, com ara bisbes, que visitaven el monestir i volien retirar-se durant uns dies. Es construir l'any 1673 pel Padre Fray Pedro de San Juan, Definidor General de l'Ordre. Durant l'exclaustració, l'ermita s'abandonà i la font recuperà el seu antic nom: el Borboll (1835).
D. Salvador Cabestany Gasol, que l'any 1877 va comprar les terres de la vall a l'Estat, la va convertir en el pavelló de polvoritzacions del Borboll del balneari de Cardo. En aquest edifici es concentraren els serveis hidroterapèutics a la planta baixa i pis de lloguer a la planta superior, fins a la fi de la utilització del balneari el 1967.

### Ermita de la Santíssima Trinitat
L'Ermita de la Santíssima Trinitat és una obra del municipi de Benifallet (Baix Ebre) inclosa en l'Inventari del Patrimoni Arquitectònic de Catalunya i que es troba protegida com a bé cultural d'interès local. Sembla que l’Ermita de Santíssima Trinitat fou edificada on es construí l’Ermita de la Nativitat de Nostre Senyora, sent aixecada per ordre del cardenal i arquebisbe de Toledo, Eminentíssim Senyor D. Pascual de Aragón, qui no la va veure acabada. Avui dia es desconeix el seu emplaçament, encara que sense font, té un pou com l'ermita de la Trinitat, per això es suposa que totes dues són la mateixa.
És una ermita de petites dimensions, planta rectangular, dues plantes, teulada a dues aigües i espadanya lateral. Els materials emprats per a la seva construcció han estat carreus de pedra lligat amb morter, fusta i maons.
La construcció d'aquesta ermita, es deu a la necessitat de proporcionar un lloc enretirat i confortable als personatges importants de l'Ordre dels Carmelites descalços, que passessin pel Desert de Cardó i volguessin, durant uns dies, fer vida d'anacoreta, seguint la trajectòria fundadora de Teresa de Jesús. Va ser abandonada l'any 1835 durant l'exclaustració dels monjos.
Actualment és una d'aquelles ermites que D. Salvador Cabestany Garol va convertir en mas per a la producció del mateix balneari cap a l'any 1886, o potser, com assenyala Gavin, cap a l'any 1920, quan deixà de realitzar-se actes de culte (op. cit., p. 39) per haver estat convertida en casa de pagès en temps del balneari, on vivien els masovers que tenien cura dels horts i dels conreus de Cardó, així com dels cavalls i les mules que es feien servir, abans que es construís la carretera, per comunicar el balneari amb l'exterior a través del Portell de La Creu de Cosp fins a Rasquera, avui antic Camí del Frares. Encara avui dia, es poden veure pintats a les parets de les antigues quadres, els noms dels animals, com també les antigues latrines, a l'exterior del mas.

### Capella de Sant Roc
La Capella de Sant Roc és una ermita del municipi de Benifallet (Baix Ebre) inclosa en l'Inventari del Patrimoni Arquitectònic de Catalunya i que es troba protegida com a bé cultural d'interès local. És una ermita d'una sola planta rectangular i menuda, feta de carreus i morter, amb un balconet de fusta avui desaparegut, així com amb una teulada de dues aigües i sense espadanya, cosa que fa dubtar si solament va ser una ermita oratori.
La finalitat primera de la capelleta de Sant Roc va ser la de proporcionar un lloc enretirat als personatges de l'Ordre dels Carmelites descalços que volguessin, durant uns dies, fer vida d'anacoreta, però en un lloc més confortable que el que caracteritzava a les primeres ermites construïdes durant la primera meitat del S. XVII a la Vall de Cardó, seguint la trajectòria fundadora de Teresa de Jesús. Encara que es desconeix la data de consagració, se sap que va ser l'última a ser construïda i va ser aixecada al costat de la famosa Font de la Ronya, que es rebatejà amb el nom de la Font de Sant Roc. S'abandonà l'any 1835 per la desamortització de Mendizábal.
Les aigües arsenicals de la seva font, coneguda des d'antic amb el nom de la Ronya o Sarna, la feien servir els pastors per sanar les seves ovelles malaltes de sarna, desprès de banyar-les. Famosa per les seves propietats curatives de malalties de la pell, com la tinya, fer que, tot i estar prohibida l’entrada a la Vall de Cardó a les dones, Doña María del Pilar Teresa Cayetana de Silva y Álvarez de Toledo, més coneguda com la duquessa d’Alba, al 1785 visites la font i begués de les seves aigües. La fama va permetre que l'ermita es transformés, des del principi de la utilització de la vall com a balneari, en el pavelló d'inhalacions, polvoritzacions i banys parcials. Però com quedava molt allunyada dels edificis principals, a principis del Segle XIX les aigües de la Ronya o de Sant Roc es van conduir a altres fonts més properes. Després de la Guerra Civil, el nou propietari del balneari, Ricard Viñas, canalitzar l’aigua de la font de Sant Roc fins a l’edifici del Borboll, antiga ermita de Sant Elies, on va concentrar els serveis hidroterapèutics, i la de Sant Roc s'abandonà.

### Aqüeducte del Desert de Sant Hilarió
L'Aqüeducte del Desert de Sant Hilarió és una obra del municipi de Benifallet (Baix Ebre) inclosa en l'Inventari del Patrimoni Arquitectònic de Catalunya i que es troba protegida com a bé cultural d'interès local. Segons Beguer i Pinyol (op. cit., 75 i 159-160), aquest aqüeducte anava paral·lel a un camí amb xiprers que portava al monestir de Sant Hilarió. Estava format per una paret feta amb còdols i calç d'uns 50 pams d'alçada (uns 10,5 m) i dotze arcades. Proveïa al monestir d'aigua de la font de la Columna o de Sant Simeó. El mateix autor ens diu que va ser enderrocat cap a l'any 1899 i degut a la fundació de noves dependències per al balneari (l'edifici de Sant Salvador). En l'actualitat només hi resta un petit tram davant del balneari.